# Freire (Chile)
Freire é uma comuna do Chile, da Província de Cautín na IX Região de Araucanía.